# Oozetetes bucheri
Oozetetes bucheri är en stekelart som beskrevs av De Santis 1970. Oozetetes bucheri ingår i släktet Oozetetes och familjen hoppglanssteklar. Inga underarter finns listade i Catalogue of Life.